# Music Box (альбом Мэрайи Кэри)
| Оценки критиков               | Оценки критиков |
| Источник                      | Оценка          |
| ----------------------------- | --------------- |
| AllMusic                      | [ 1 ]           |
| Billboard                     | [ 2 ]           |
| Christgau's Consumer Guide    | [ 3 ]           |
| Encyclopedia of Popular Music | [ 4 ]           |
| Entertainment Weekly          | C+              |
| Los Angeles Times             | [ 6 ]           |
| Rolling Stone                 | [ 7 ]           |
| The Rolling Stone Album Guide | [ 8 ]           |
| Stereo Review                 | без оценки      |

Music Box — третий студийный альбом Мэрайи Кэри. Альбом был выпущен 31 августа 1993 года и включал такие хиты, как «Dreamlover», «Hero», «Anytime you Need A Friend», «Without You». Композиция «Dreamlover» держалась на верхней строчке чартов 8 недель.
Альбом стал самым популярным в 1993 году во всем мире и возглавил чарты многих стран. Мировые продажи альбома составляют около 32 миллионов копий на данный момент.
Кэри была номинирована в категории «Лучшее женское вокальное поп-исполнение» за песню «Dreamlover» на церемонии вручения премии Грэмми в 1994 году и получила такую же номинацию за песню «Hero» на церемонии вручения премии Грэмми в 1995 году.

## Отзывы
Альбом получил получил неоднозначные отзывы критиков и интернет-изданий, многие из которых сочли исполнение безучастным и лишенными содержательного контекста. Стивен Холден из журнала Rolling Stone отметил, что тексты песен в альбоме были «полностью составлены из поп- и соул-клише» и «настолько точно рассчитаны, чтобы стать блокбастером, что их влияние в конечном итоге немного нервирует». Кристофер Джон Фарли из Time назвал альбом «поверхностным и почти бесстрастным», несмотря на яркие моменты в «Anytime You Need a Friend» и заглавном треке. Журналист Дэвид Браун из Entertainment Weekly обнаружил, что выступление Кэри недостаточно энергично, а её голос больше не парит над хором в припеве. Вместо этого, как он написал в Entertainment Weekly, она «капает на них словно сиропом, вместо того, чтобы подавлять их; она позволяет мелодиям говорить самим за себя». Деннис Хант был особенно критичен в своём отзыве в газете Los Angeles Times, написав, что поп-соул-песням Кэри по-прежнему не хватает эмоций, даже несмотря на то, что она «приглушила свой вокал». Он обвинил Music Box в том, что он ориентирован на аудиторию adult contemporary, которая «любит, чтобы её душа была изменена лишь в малых дозах». Критик издания Village Voice Роберт Кристгау назвал его «неудачным», указав на «плохую запись, детали которой редко заслуживают дальнейшего рассмотрения».
В ретроспективном обзоре для AllMusic Рон Винн посчитал «Music Box» «частично успешным» и полагал, что Кэри поступила разумно, чтобы исследовать свой вокальный подход по-другому, но в итоге она казалась «отстраненной в нескольких треках». По словам Винн, за исключением «Hero» и «Dreamlover», другим песням не хватало её обычной «индивидуальности и энергии». В журнале Q были более впечатлены записью, и написали, что «это празднование всепобеждающей силы любви 1993 года было её определяющим моментом».

### Итоговые списки
| Публикация | Список                      | ранг | Ссылка |
| ---------- | --------------------------- | ---- | ------ |
| Complex    | The Best R&B Albums of '90s | 29   | [ 14 ] |

## Коммерческий успех
Music Box дебютировал в американском хит-параде Billboard 200 на втором месте с тиражом 174,000 копий. В свою пятнадцатую неделю нахождения в чарте альбом возглавил хит-парад с наивысшими продажами в декабре, 295 тыс. копий в первую неделю на первом месте, 395 тыс. копий во вторую неделю и ещё 505 тыс. копий в финальную неделю года. Он оставался на первом месте восемь недель (не подряд). Он оставался в десятке лучших 31 неделю, а в общем списке 200 альбомов Billboard 200 пробыл 128 недель (более двух лет, больше любого другого альбома певицы), снова входя в чарт три раза. Альбом также возглавил соул-чарт Top R&B/Hip-Hop Albums. Music Box стал вторым самым продаваемым диском 1994 года в США, уступив только альбому The Sign группы Ace of Base. В США Music Box стал самым успешным альбомом певицы и за тираж более 10 млн копий получил бриллиантовый сертификат от RIAA.
В Австралии альбом пробыл на первом месте 18 недель и получил 12-кратную платину от Australian Recording Industry Association (ARIA), тираж составил 840 тыс. копий. Альбом финишировал на первом месте в Австралийском итоговом годовом чарте (ARIA) 1994 End of Year Chart. В Азии, Music Box стал одним из самых успешных бестселлеров 1994 года с тиражом 2,2 млн копий только в одной Японии.
Продажи Music Box в мире превысили 28 млн копий.

## Список композиций
По данным из буклета альбома
Все тексты написаны Мэрайей Кэри, если не указано иное, вся музыка написана Мэрайей Кэри и Уолтером Афанасьеффым (они же являются продюсерами основной части материала), если не указано иное.
| №   | Название                               | Текст песни            | Музыка                                                  | Продюсеры                               | Длительность |
| --- | -------------------------------------- | ---------------------- | ------------------------------------------------------- | --------------------------------------- | ------------ |
| 1.  | «Dreamlover»                           |                        | Мэрайя Кэри Дейв Холл [англ.]                           | Мэрайя Кэри Уолтер Афанасьефф Дейв Холл | 3:54         |
| 2.  | «Hero»                                 |                        |                                                         |                                         | 4:19         |
| 3.  | «Anytime You Need a Friend»            |                        |                                                         |                                         | 4:26         |
| 4.  | «Music Box»                            |                        |                                                         |                                         | 4:57         |
| 5.  | «Now That I Know»                      |                        | Мэрайя Кэри Роберт Кливиллес [англ.] Дэвид Коул [англ.] | Мэрайя Кэри Роберт Кливиллес Дэвид Коул | 4:19         |
| 6.  | «Never Forget You»                     | Мэрайя Кэри, Бэйбифейс | Мэрайя Кэри Бэбифейс                                    | Мэрайя Кэри Бэбифейс Daryl Simmons      | 3:46         |
| 7.  | «Without You» (кавер-версия Badfinger) | Pete Ham, Tom Evans    | Ham Evans                                               |                                         | 3:36         |
| 8.  | «Just to Hold You Once Again»          |                        |                                                         |                                         | 3:59         |
| 9.  | «I’ve Been Thinking About You»         |                        | Мэрайя Кэри Роберт Кливиллес Дэвид Коул                 | Мэрайя Кэри Роберт Кливиллес Дэвид Коул | 4:48         |
| 10. | «All I’ve Ever Wanted»                 |                        |                                                         |                                         | 3:51         |

| №   | Название                | Музыка                        | Продюсеры                     | Длительность |
| --- | ----------------------- | ----------------------------- | ----------------------------- | ------------ |
| 11. | «Everything Fades Away» | Мэрайя Кэри Уолтер Афанасьефф | Мэрайя Кэри Уолтер Афанасьефф | 5:25         |

| №   | Название | Музыка                        | Продюсеры                     | Длительность |
| --- | -------- | ----------------------------- | ----------------------------- | ------------ |
| 11. | «Heroe»  | Мэрайя Кэри Уолтер Афанасьефф | Мэрайя Кэри Уолтер Афанасьефф | 4:19         |

Замечания
- «Dreamlover» включает сэмплы из «Blind Alley» группы The Emotions (1972).
- «I’ve Been Thinking About You» включает сэмплы из «Synthetic Substitution» в исполнении Melvin Bliss (1973) и «Just a Touch of Love» группы Slave[англ.] (1979).

## Позиции в чартах
| Хит-парад (1993—1994)                  | Высшая позиция |
| -------------------------------------- | -------------- |
| Аргентина (CAPIF)                      | 7              |
| Австралия (ARIA)                       | 1              |
| Австрия (Ö3 Austria)                   | 1              |
| Бельгия (IFPI Belgium)                 | 1              |
| Великобритания (UK Albums Chart)       | 1              |
| Великобритания (UK R&B Albums Chart)   | 1              |
| Венгрия (MAHASZ)                       | 4              |
| Германия (Offizielle Top 100)          | 1              |
| Гонконг (IFPI)                         | 5              |
| Дания (Hitlisten)                      | 1              |
| Ирландия (IRMA)                        | 1              |
| Испания (PROMUSICAE)                   | 2              |
| Канада (RPM Top Albums/CDs)            | 2              |
| Канада (The Record)                    | 5              |
| Нидерланды (Album Top 100)             | 1              |
| Европа (Top 100)                       | 1              |
| Новая Зеландия (RMNZ)                  | 2              |
| Норвегия (VG-lista)                    | 2              |
| Португалия (AFP)                       | 1              |
| США (Billboard 200)                    | 1              |
| США (Billboard Top R&B/Hip-Hop Albums) | 1              |
| Швеция (Sverigetopplistan)             | 3              |
| Швейцария (Schweizer Hitparade)        | 1              |
| Шотландия (Scottish Albums Chart)      | 1              |
| Финляндия (Suomen virallinen lista)    | 1              |
| Франция (SNEP)                         | 1              |
| ЮАР (RISA)                             | 2              |
| Япония (Oricon)                        | 2              |

| Чарт (1990—1999)     | Позиция |
| -------------------- | ------- |
| Австрия (Ö3 Austria) | 32      |
| США (Billboard 200)  | 26      |

| Чарт (1993)                             | Позиция |
| --------------------------------------- | ------- |
| Австралия (ARIA)                        | 33      |
| Великобритания (OCC)                    | 13      |
| США (Billboard 200)                     | 40      |
| США (Top R&B/Hip-Hop Albums, Billboard) | 33      |
| Чарт (1994)                             | Позиция |
| Австралия (ARIA)                        | 1       |
| Австрия (Ö3 Austria)                    | 1       |
| Великобритания (OCC)                    | 3       |
| Канада (Top Albums/CDs, RPM)            | 10      |
| Германия (Offizielle Top 100)           | 1       |
| Нидерланды (MegaCharts)                 | 1       |
| Новая Зеландия (RMNZ)                   | 2       |
| США (Billboard 200)                     | 2       |
| США (Top R&B/Hip-Hop Albums Billboard)  | 8       |
| Швейцария (Schweizer Hitparade)         | 1       |

| Чарт                       | Позиция |
| -------------------------- | ------- |
| США (Billboard 200)        | 87      |
| США (Billboard 200, Women) | 27      |

## Сертификации и продажи
| Регион | Сертификация   | Продажи    |
| --- | -------------- | ---------- |
| Австралия (ARIA) | 12× Платиновый | 860,000    |
| Австрия (IFPI Austria)                                                                                                   | 2× Платиновый  | 100 000*   |
| Бельгия (BEA) | 2× Платиновый  | 100 000*   |
| Бразилия (ABPD) | Золотой        | 100 000*   |
| Канада (Music Canada) | 7× Платиновый  | 700 000^   |
| Финляндия (Musiikkituottajat)                                                                                            | Золотой        | 47 382     |
| Франция (SNEP) | Бриллиантовый  | 1 418 000  |
| Германия (BVMI) | 2× Платиновый  | 1,400,000  |
| Япония (RIAJ) | Миллионный     | 2 300 000  |
| Нидерланды (NVPI) | 6× Платиновый  | 600 000^   |
| Новая Зеландия (RMNZ) | 5× Платиновый  | 75 000^    |
| Норвегия (IFPI Norway)                                                                                                   | 8× Платиновый  | 160 000*   |
| Испания (PROMUSICAE) | 4× Платиновый  | 400 000^   |
| Швеция (GLF) | Платиновый     | 100 000^   |
| Швейцария (IFPI Switzerland)                                                                                             | 4× Платиновый  | 200 000^   |
| Великобритания (BPI) | 5× Платиновый  | 1 500 000^ |
| США (RIAA) | Бриллиантовый  | 7 300 000  |
| Итого |                |            |
| Мир | —              | 28 000 000 |
| * Данные о продажах приведены только на основе сертификации. ^ Данные о тиражах приведены только на основе сертификации. |                |            |